# Élections fédérales mexicaines de 2000
Les élections fédérales de 2000 au Mexique ont eu lieu le dimanche 2 juillet 2000. Elles ont été élues au niveau fédéral :
- Président de la République. Chef d'État et de gouvernement élu pour un mandat de six ans, qui ne peut en aucun cas être réélu, et qui a commencé son gouvernement le 1er décembre 2000.
- 128 sénateurs. Membres de la chambre haute du Congrès, 3 pour chaque État de la fédération et du District fédéral, élus au suffrage direct et 32 pour une liste nationale, le tout pour un mandat de six ans, qui démarre le 1er septembre 2000.
- 500 députés fédéraux. Membres de la Chambre basse du Congrès de l'Union, 300 membres élus par le principe de la majorité relative dans les circonscriptions uninominales et 200 élus par le principe de la représentation proportionnelle dans 5 circonscriptions plurinominales dans lesquelles le pays est divisé (40 sièges par circonscription), le tout pour un mandat de trois ans à compter du 1er septembre 2000.

## Élection présidentielle

### Candidats
| Alliance | Alliance                                            | Partis | Candidat                  | Slogan                                                 |
| -------- | --------------------------------------------------- | --- | ------------------------- | ------------------------------------------------------ |
|          | Alliance pour le changement                         | - Parti action nationale (PAN) - Parti vert écologiste du Mexique (PVEM) | Vicente Fox (PAN)         | Le Mexique maintenant, le changement qui vous convient |
|          | Parti révolutionnaire institutionnel (PRI)          | Parti révolutionnaire institutionnel (PRI) | Francisco Labastida Ochoa | Que le pouvoir serve aux gens                          |
|          | Alliance pour le Mexique                            | - Parti de la révolution démocratique (PRD) - Parti du travail (PT) - Convergence pour la démocratie (CpD) - Parti Alliance sociale (PAS) - Parti de la Société nationaliste (PSN) | Cuauhtémoc Cárdenas (PRD) | Pour le Mexique, à la victoire                         |
|          | Démocratie sociale (DS)                             | Démocratie sociale (DS) | Gilberto Rincón Gallardo  | Donnons une rose au Mexique, votons différent          |
|          | Parti du Centre démocratique (PCD)                  | Parti du Centre démocratique (PCD) | Manuel Camacho Solis      | Un seul Mexique, défendons-le!                         |
|          | Parti authentique de la Révolution mexicaine (PARM) | Parti authentique de la Révolution mexicaine (PARM) | Porfirio Muñoz Ledo       | Oui, Profirio agit                                     |

### Résultats
Le candidat élu était Vicente Fox Quesada, du Parti action nationale. Les élections de 2000 marquent un tournant dans l'histoire du Mexique, car, pour la première fois dans l'ère moderne du pays, le Parti révolutionnaire institutionnel est défait lors d'une élection présidentielle, étant donné que, depuis sa fondation en 1929, sous le nom de Parti révolutionnaire national, tous les présidents mexicains avaient été les candidats de ce parti politique, qui avait gouverné pendant plus de 70 ans.
Les candidats qui ont participé à l'élection présidentielle de 2000 et les résultats obtenus sont les suivants :
|                        | Alliance pour le changement                         | Vicente Fox               | 15 989 636 | 43,47 |  |  |
|                        | Parti révolutionnaire institutionnel (PRI)          | Francisco Labastida Ochoa | 13 579 718 | 36,92 |  |  |
|                        | Alliance pour le Mexique                            | Cuauhtémoc Cardenas       | 6 256 780  | 17,01 |  |  |
|                        | Démocratie sociale (DS)                             | Gilberto Rincón Gallardo  | 592 381    | 1,61  |  |  |
|                        | Parti du Centre démocratique (PCD)                  | Manuel Camacho Solis      | 206 589    | 0,56  |  |  |
|                        | Parti authentique de la Révolution mexicaine (PARM) | Porfirio Muñoz Ledo       | 156 896    | 0,43  |  |  |
|                        |                                                     |                           |            |       |  |  |
| Suffrages exprimés     | Suffrages exprimés                                  | Suffrages exprimés        | 36 782 000 | 97,82 |  |  |
| Votes nuls             | Votes nuls                                          | Votes nuls                | 819 618    | 2,18  |  |  |
| Total                  | Total                                               | Total                     | 37 601 618 | 100   |  |  |
| Abstention             | Abstention                                          | Abstention                | 21 181 119 | 36,03 |  |  |
| Inscrits/Participation | Inscrits/Participation                              | Inscrits/Participation    | 58 782 737 | 63,97 |  |  |

## Élections législatives
Comme cela s'était déjà produit pour la première fois lors des élections de 1997, aucun parti ou coalition n'a obtenu une majorité absolue à la Chambre des représentants. Le PRI est dépassé de peu par l'alliance soutenant Vicente Fox. Au Sénat, le PRI perd sa majorité absolue, mais conserve la majorité relative, malgré sa deuxième place en termes de suffrages.

### Chambre des représentants
|                                             |                                                     |                                                     |                  |                  |                  |                  |            |        |        |        |              |               |  |
| Partis et coalitions                        | Partis et coalitions                                | Partis et coalitions                                | Circonscriptions | Circonscriptions | Circonscriptions | Circonscriptions | Listes     | Listes | Listes | Listes | Total sièges | +/-           |  |
| Partis et coalitions                        | Partis et coalitions                                | Partis et coalitions                                | Votes            | %                | Sièges           | +/-              | Votes      | %      | +/-    | Sièges | Total sièges | +/-           |  |
|                                             |                                                     | Parti action nationale (PAN)                        | 14 212 032       | 39,18            | 136              | 72               | 14 321 975 | 39,22  | 8,76   | 70     | 206          | 85            |  |
|                                             | Parti vert écologiste du Mexique (PVEM)             | 6                                                   | 14 212 032       | 39,18            | 6                | 11               | 14 321 975 | 39,22  | 8,76   | 17     | 9            |               |  |
| Total coalition Alliance pour le changement | Total coalition Alliance pour le changement         | 142                                                 | 14 212 032       | 39,18            | 78               | 81               | 14 321 975 | 39,22  | 8,76   | 223    | 94           |               |  |
|                                             | Parti révolutionnaire institutionnel (PRI)          | Parti révolutionnaire institutionnel (PRI)          | 13 722 188       | 37,83            | 132              | 33               | 13 800 145 | 37,79  | 1,34   | 79     | 211          | 28            |  |
|                                             |                                                     | Parti de la révolution démocratique (PRD)           | 6 942 844        | 19,14            | 24               | 46               | 6 984 126  | 19,13  | 9,17   | 26     | 50           | 75            |  |
|                                             | Parti du travail (PT)                               | 2                                                   | 6 942 844        | 19,14            | 1                | 6                | 6 984 126  | 19,13  | 9,17   | 8      | 1            |               |  |
|                                             | Convergence pour la démocratie (CpD)                | 0                                                   | 6 942 844        | 19,14            | Nv.              | 3                | 6 984 126  | 19,13  | 9,17   | 3      | Nv.          |               |  |
|                                             | Parti Alliance sociale (PAS)                        | 0                                                   | 6 942 844        | 19,14            | Nv.              | 2                | 6 984 126  | 19,13  | 9,17   | 2      | Nv.          |               |  |
|                                             | Parti de la société nationaliste (PSN)              | 0                                                   | 6 942 844        | 19,14            | Nv.              | 3                | 6 984 126  | 19,13  | 9,17   | 3      | Nv.          |               |  |
| Total coalition Alliance pour le Mexique    | Total coalition Alliance pour le Mexique            | 26                                                  | 6 942 844        | 19,14            | 45               | 40               | 6 984 126  | 19,13  | 9,17   | 66     | 66           |               |  |
|                                             | Démocratie sociale (DS)                             | Démocratie sociale (DS)                             | 698 904          | 1,93             | 0                | en stagnation    | 703 689    | 1,93   | Nv.    | 0      | 0            | en stagnation |  |
|                                             | Parti du Centre démocratique (PCD)                  | Parti du Centre démocratique (PCD)                  | 427 233          | 1,18             | 0                | en stagnation    | 429 426    | 1,18   | Nv.    | 0      | 0            | en stagnation |  |
|                                             | Parti authentique de la Révolution mexicaine (PARM) | Parti authentique de la Révolution mexicaine (PARM) | 271 781          | 0,75             | 0                | en stagnation    | 272 968    | 0,75   | Abs.   | 0      | 0            | en stagnation |  |
|                                             |                                                     |                                                     |                  |                  |                  |                  |            |        |        |        |              |               |  |
| Votes valides                               | Votes valides                                       | Votes valides                                       | 36 274 982       | 97,61            |                  |                  | 36 512 329 | 97,61  |        |        |              |               |  |
| Votes blancs et nuls                        | Votes blancs et nuls                                | Votes blancs et nuls                                | 890 411          | 2,39             | 895 606          | 2,39             |            |        |        |        |              |               |  |
| Total                                       | Total                                               | Total                                               | 37 165 393       | 100              | 300              | en stagnation    | 37 407 935 | 100    | -      | 200    | 500          | en stagnation |  |
| Abstention                                  | Abstention                                          | Abstention                                          | 21 617 344       | 36,77            |                  |                  | 21 374 802 | 36,36  |        |        |              |               |  |
| Inscrits/Participation                      | Inscrits/Participation                              | Inscrits/Participation                              | 58 782 737       | 63,23            | 58 782 737       | 63,64            |            |        |        |        |              |               |  |

### Sénat
Il s'agit de la première élection où le Sénat est renouvelé au complet.
|                                             |                                                     |                                                     |                  |                  |                  |            |        |        |              |               |  |  |  |
| Partis et coalitions                        | Partis et coalitions                                | Partis et coalitions                                | Circonscriptions | Circonscriptions | Circonscriptions | Listes     | Listes | Listes | Total sièges | +/-           |  |  |  |
| Partis et coalitions                        | Partis et coalitions                                | Partis et coalitions                                | Votes            | %                | Sièges           | Votes      | %      | Sièges | Total sièges | +/-           |  |  |  |
|                                             |                                                     | Parti action nationale (PAN)                        | 14 198 073       | 39,03            | 37               | 14 334 559 | 39,11  | 9      | 46           | 21            |  |  |  |
|                                             | Parti vert écologiste du Mexique (PVEM)             | 1                                                   | 14 198 073       | 39,03            | 4                | 14 334 559 | 39,11  | 5      | 5            |               |  |  |  |
| Total coalition Alliance pour le changement | Total coalition Alliance pour le changement         | 38                                                  | 14 198 073       | 39,03            | 13               | 14 334 559 | 39,11  | 51     | 26           |               |  |  |  |
|                                             | Parti révolutionnaire institutionnel (PRI)          | Parti révolutionnaire institutionnel (PRI)          | 13 694 003       | 37,64            | 47               | 13 756 671 | 37,54  | 13     | 60           | 35            |  |  |  |
|                                             |                                                     | Parti de la révolution démocratique (PRD)           | 7 024 374        | 19,31            | 11               | 7 072 263  | 19,30  | 4      | 15           | 7             |  |  |  |
|                                             | Parti du travail (PT)                               | 0                                                   | 7 024 374        | 19,31            | 1                | 7 072 263  | 19,30  | 1      | 1            |               |  |  |  |
|                                             | Convergence pour la démocratie (CpD)                | 0                                                   | 7 024 374        | 19,31            | 1                | 7 072 263  | 19,30  | 1      | Nv.          |               |  |  |  |
|                                             | Parti Alliance sociale (PAS)                        | 0                                                   | 7 024 374        | 19,31            | 0                | 7 072 263  | 19,30  | 0      | Nv.          |               |  |  |  |
|                                             | Parti de la société démocratique (PSN)              | 0                                                   | 7 024 374        | 19,31            | 0                | 7 072 263  | 19,30  | 0      | Nv.          |               |  |  |  |
| Total coalition Alliance pour le Mexique    | Total coalition Alliance pour le Mexique            | 11                                                  | 7 024 374        | 19,31            | 6                | 7 072 263  | 19,30  | 17     | 9            |               |  |  |  |
|                                             | Démocratie sociale (DS)                             | Démocratie sociale (DS)                             | 669 724          | 1,84             | 0                | 676 492    | 1,84   | 0      | 0            | en stagnation |  |  |  |
|                                             | Parti du Centre démocratique (PCD)                  | Parti du Centre démocratique (PCD)                  | 518 744          | 1,42             | 0                | 521 159    | 1,42   | 0      | 0            | en stagnation |  |  |  |
|                                             | Parti authentique de la Révolution mexicaine (PARM) | Parti authentique de la Révolution mexicaine (PARM) | 274 352          | 0,75             | 0                | 275 667    | 0,75   | 0      | 0            | en stagnation |  |  |  |
|                                             |                                                     |                                                     |                  |                  |                  |            |        |        |              |               |  |  |  |
| Votes valides                               | Votes valides                                       | Votes valides                                       | 36 379 270       | 97,64            |                  | 36 646 811 | 97,65  |        |              |               |  |  |  |
| Votes blancs et nuls                        | Votes blancs et nuls                                | Votes blancs et nuls                                | 880 450          | 2,36             | 883 662          | 2,35       |        |        |              |               |  |  |  |
| Total                                       | Total                                               | Total                                               | 37 259 720       | 100              | 96               | 37 530 473 | 100    | 32     | 128          | en stagnation |  |  |  |
| Abstention                                  | Abstention                                          | Abstention                                          | 21 523 017       | 36,61            |                  | 21 252 264 | 36,15  |        |              |               |  |  |  |
| Inscrits/Participation                      | Inscrits/Participation                              | Inscrits/Participation                              | 58 782 737       | 63,39            | 58 782 737       | 63,85      |        |        |              |               |  |  |  |

L'alliance électorale n'étant pas maintenue dans les chambres législatives, chaque parti politique a constitué son propre caucus, ce qui a entraîné une modification de la proportion de législateurs par parti.